# 马景
马景（？—？），五胡十六国汉国刘聪属下大臣。

## 生平
护军马景兼左卫将军。310年，刘渊去世，刘聪和太子刘和争位，刘锐带领马景在单于台攻打楚王刘聪，刘聪在光极殿西室杀了刘和，抓住刘锐、呼延攸、刘乘，在交通要道上斩首并悬挂头颅。刘聪即位，马景投靠了刘聪，担任左仆射。
312年正月廿二日，刘聪封司空王育和尚书令任顗的女儿为左、右昭仪，中军大将军王彰、中书监范隆、左仆射马景三人的女儿都为夫人，右仆射朱纪的女儿为贵妃，都授予金印紫绶。十月，刘聪任命王育为太保、王彰为太尉，任顗为司徒，马景为司空，朱纪为尚书令，范隆为左仆射，呼延晏为右仆射。314年，刘聪让汝阴王刘景任太师，王育任太傅，任顗任太保，马景任大司徒，朱纪任大司空，中山王刘曜任大司马。